# Sphyrapicus varius
Sphyrapicus varius là một loài chim trong họ Picidae.